# Conquestes de Sun Ce a Jiangdong
LesConquestes de Sun Ce a Jiangdong foren una sèrie de campanyes militars dirigides pel senyor de la guerra Sun Ce per conquerir els territoris en les regions de Jiangdong i Wu des del 194 fins a 199 durant els anys finals del període de la Dinastia Han de la història xinesa. La campanya va concloure amb la victòria de Sun Ce sobre diversos senyors de la guerra. Les terres conquerides van servir de base per l'estat de Wu Oriental durant l'era dels Tres Regnes.